# Гуріч Сергій Миколайович
Сергі́й Микола́йович Гу́річ (нар. 15 грудня 1987 — 2 лютого 2015) — старший солдат Збройних сил України.

## Життєпис
Закінчив Кожанську ЗОШ, захоплювався голубівництвом. 
Мобілізований у червні 2014 року, старший солдат 25-го окремого мотопіхотного батальйону, командир відділення.
2 лютого 2015-го під час транспортування набоїв, паливних матеріалів та харчових продуктів спільна група 25-го ОМПб та 128-ї ОГПБр потрапила в оточення, в селі Рідкодуб БТР військових було підірвано із засідки. Вояки прийняли бій, у якому загинули Сергій Гуріч,  майор Віталій Шайдюк, старшина Андрій Сабадаш, старший солдат Денис Гултур, солдат Сергій Макаренко зазнав контузії.
Без сина лишилися батьки.
Похований в Кожанці 5 лютого 2015-го, у останню дорогу проводжали усім селом.

## Нагороди та вшанування
За особисту мужність і героїзм, виявлені у захисті державного суверенітету та територіальної цілісності України, вірність військовій присязі під час російсько-української війни, відзначений — нагороджений
- Указом Президента України № 553/2015 від 22 вересня 2015 року — орденом «За мужність» III ступеня (посмертно)[1]
- 27 травня 2015 року урочисто відкрито меморіальні дошки в Кожанській ЗОШ випускників на честь Сергія Гуріча та Андрія Сабадаша.